# Acalolepta permutans
Acalolepta permutans (лат.) — вид жуков-усачей из подсемейства ламиин. Распространён в Китае, Японии, на Тайване и во Вьетнаме. Кормовым растением личинок является альбиция ленкоранская.